# Dasineura asparagi
Dasineura asparagi är en tvåvingeart som först beskrevs av Tavares 1902.  Dasineura asparagi ingår i släktet Dasineura och familjen gallmyggor. Inga underarter finns listade i Catalogue of Life.